# Eustace Mullins
Pour les articles homonymes, voir Mullins.
Eustace Mullins, né le 9 mars 1923 à Roanoke (Virginie) et mort le 2 février 2010 à Hockley (Texas) était un essayiste et propagandiste américain, disciple du poète Ezra Pound, et notoire négationniste de la Shoah. Dans son ouvrage le plus connu, Les Secrets de la Réserve fédérale, il affirme qu’un groupe de banquiers de haut vol aurait conspiré et rédigé, pour servir perfidement ses propres intérêts, les statuts de la Réserve fédérale, puis aurait réussi à faire adopter ce document comme loi par le Congrès américain. Le journaliste David Randall aqualifie Mullins de « l’un des théoriciens du complot les plus suivis au monde ».

## Biographie
Eustace Clarence Mullins Jr. est le troisième enfant d’Eustace Clarence Mullins Sr. (1899-1961), vendeur dans un magasin de vêtements au détail, et de son épouse Katherine Jane Muse (1897-1971). Si Mullins prétendait avoir été formé à l’université d'État de l'Ohio, à l’université de New York, ainsi qu’à l’université du Dakota du Nord, le FBI sera toutefois incapable de confirmer que Mullins eût fréquenté l’une quelconque de ces institutions, abstraction faite d’une session d’été à l’université de New York en 1947.
Durant la Seconde Guerre mondiale, il s’enrôla dans l’armée en tant qu’adjudant et servit pendant trente-huit mois, notamment dans l’armée de l’air.
En 1949, Mullins était employé à l’Institut des arts contemporains (Institute for Contemporary Arts) à Washington, D.C., où il fit connaissance avec la femme d’Ezra Pound, Dorothy, qui le présenta ensuite à son mari. Pound était alors en détention dans une clinique pour malades mentaux, le St. Elizabeths Hospital. Mullins vint souvent rendre visite au poète, et travailla pendant quelque temps comme son secrétaire. Lors de leur première rencontre, Ezra Pound lui demanda d’enquêter sur la Réserve Fédérale américaine (FED) et sur les intérêts des banquiers,. L'enquête déboucha sur la publication d'une première version des Secrets de la Réserve Fédérale en 1952. Plus tard, il composera une biographie de son mentor, This Difficult Individual Ezra Pound (1961), qui selon la critique littéraire Ira Nadel apparaît « partiale et souvent mélodramatique ».
En 1950, Mullins fut embauché à titre de chercheur à la bibliothèque du Congrès, et aida le sénateur Joseph McCarthy à constituer des dossiers sur les sources de financement du Parti communiste américain. Il déclara plus tard qu’il croyait que McCarthy avait « commencé à inverser la montée en puissance du communisme mondial ». Peu après la parution en 1952 de son premier livre, The Secrets of The Federal Reserve, Mullins fut licencié par la bibliothèque du Congrès.

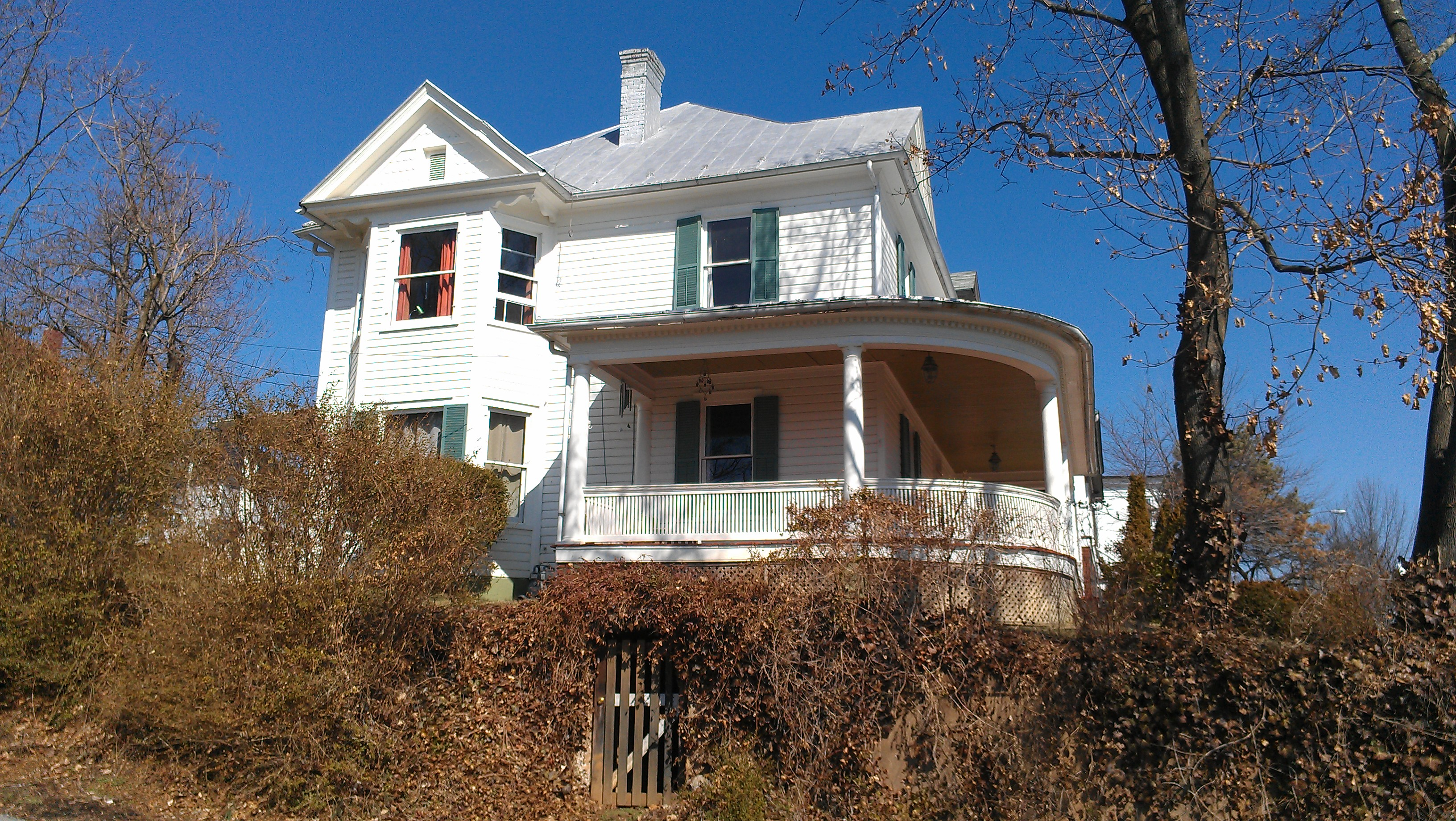
La maison d’Eustace Mullins au n°126, Madison Place, à Staunton, en Virginie

D’avril 1953 à avril 1954, Mullins était employé par le Comité des industries pétrolières américaines (American Petroleum Industries Committee, acronyme APIC), lorsqu’il fut en 1954 répertorié comme « néo-fasciste » dans un rapport du House Un-American Activities Committee ; en particulier, ce rapport mit au jour un article de sa main intitulé Adolph Hitler: An Appreciation, écrit en 1952, dans lequel Mullins comparait Hitler au Christ en les présentant tous deux comme des victimes des Juifs. En 1956, il intenta un procès à l’APIC pour rupture de contrat, faisant valoir que le groupe l’avait recruté comme propagandiste sub rosa, avec pour mission de saper le sionisme, mais avait refusé ensuite d’honorer une convention verbale engageant ledit groupe à payer à Mullins 25 000 dollars pour ses services occultes. L’APIC rétorqua que Mullins avait été embauché « comme économiste-rédacteur parmi d’autres et à un échelon subordonné », et nia qu’il eût été employé « à quelque niveau que ce soit dans le dessein [allégué par lui] ». Mullins, comme pour nombre d’autres actions en justice engagées par lui au cours des années, se vit débouté de sa réclamation.
Mullins commença sa carrière de publiciste dans la décennie 1950, en collaborant à Common Sense, le journal de Conde McGinley, qui assurera la promotion de la deuxième édition de son ouvrage sur la Réserve fédérale, intitulée The Federal Reserve Conspiracy (1954). Vers cette même époque, il contribua aussi à Women's Voice, bulletin d’information de Lyrl Clark Van Hyning publié à Chicago. Il était membre du National Renaissance Party et écrivait dans le journal de ce parti, The National Renaissance. En 1995, il contribua à Criminal Politics. Mullins faisait partie du comité de rédaction de l’American Free Press et fut un contributeur régulier de la Barnes Review, tous deux publiés sous l’égide du Liberty Lobby de Willis Carto.

## Activités politiques
Du début des années 1950 jusque dans les années 1990, Mullins s’engagea dans une série de groupements d’extrême droite et néofascistes, notamment la National Association for the Advancement of White People et l’organisation de James H. Madole, le Parti de la renaissance nationale (National Renaissance Party, NRP). Vers le début des années 1950, Mullins prenait régulièrement la parole en public lors de manifestations du NRP. Son copain de chambrée était alors Matt Koehl, futur président de l’American Nazi Party, mais à cette époque-là chef du service de sécurité du NRP.
À la fin des années 1950, Mullins collabora avec l’auto-proclamé « raciste scientifique » Robert Kuttner (éditeur associé du magazine de Charles Lee Smith, The Truth Seeker), et contribua à théoriser les idées de Kuttner sur la suprématie blanche. Kuttner et Mullins cofondèrent en 1958 l’Institut de biopolitique (Institute for Biopolitics), dans le but de diffuser les théories de Kuttner ainsi que les précurseurs de celles-ci présents dans l’œuvre de Morley Roberts.
Au milieu des années 1990, Mullins passait « pour un chef national » du Constitutional militia movement. À cette époque, il prononçait régulièrement des allocutions devant des groupes de miliciens à travers tous les États-Unis. Son livre The Secrets of the Federal Reserve fournissait en partie l’ossature intellectuelle des théories du complot du mouvement, centrées sur l’existence d’une cabale occulte de familles riches pilotant le système monétaire international.

## Théories du complot
Mullins est un opposant à la Réserve Fédérale (FED) qu'il accuse d'être depuis 1913 en possession de banques privées ou d'actionnaires privés, via les actions détenues par ses 12 chapitres locaux. Il en cite la liste : Banque Lazard, Kuhn, Loeb & co, J.P. Morgan & Co., Goldman Sachs, Lehman Brothers, NM Rothschild & Sons, Israel Sieff, Paul Warburg, et la famille Rockefeller. Selon lui, ces banques et intérêts privés contrôlent la vie politique et économique des États-Unis depuis lors.
Il serait également l'auteur d'une citation à l'origine de l'affaire du Programme racial pour le vingtième siècle (1957-1958), censée démontrer que le mouvement des droits civiques est un complot communiste dirigé de l'étranger.

## Œuvres

### The Secrets of the Federal Reserve
Vers la fin des années 1940, Mullins était en correspondance avec le poète Ezra Pound, alors que celui-ci, accusé de trahison contre les États-Unis, se trouvait détenu au St. Elizabeths Hospital. Dans une de ses lettres, envoyées depuis la permanence de la Ligue aryenne d’Amérique (Aryan League of America), Mullins s’exclama : « LES JUIFS NOUS TRAHISSENT ». Les deux hommes se lièrent d’amitié et Mullins viendra souvent visiter le poète au cours de sa détention.
Dans son avant-propos à The Secrets of the Federal Reserve, Mullins explique les circonstances qui l’ont amené à écrire son étude sur les origines du système de la Réserve fédérale : 

« En 1949, lorsque je visitai Ezra Pound [...], [il] me demanda si j’avais jamais entendu parler du système de la Réserve fédérale. Je lui répondis que non, pas à l’âge de 25 ans que j’avais alors. Puis il me montra un billet de dix dollars estampillé ‘Federal Reserve Note’ et me demanda si je voulais faire quelques recherches à la bibliothèque du Congrès sur le système de la Réserve fédérale qui avait émis ce billet. »

Mullins dit à Pound qu’il n’avait que peu d’intérêt pour un tel projet de recherche, car il travaillait à un roman. « Mes premières recherches » , écrivit Mullins, « m’apportèrent la preuve de l’existence d’un groupe bancaire international, qui avait secrètement planifié la rédaction du Federal Reserve Act et fait en sorte qu’il soit approuvé par le Congrès sous forme de loi. Ces constatations confirmaient ce que Pound avait depuis longtemps soupçonné. Il dit, « il faut que tu y travailles comme à une histoire policière ».
Mullins acheva le manuscrit dans les années 1950 et se mit en quête d’un éditeur. Dix-huit maisons d’éditions refusèrent le livre sans commentaire, jusqu’à ce que le président de la Devin-Adair Publishing Company, Devin Garrett, lui confie : « J’aime bien le livre, mais nous ne pouvons l’imprimer... Ni nous, ni quiconque d’autre à New York. Mieux vaut renoncer à [le] faire paraître ».
En 1952, l’ouvrage fut finalement publié par deux autres disciples de Pound, John Kasper et David Horton, sous le titre Mullins on the Federal Reserve. Dans le livre, l’auteur exposait la thèse d’une conspiration comprenant Paul Warburg, Edward Mandell House, Woodrow Wilson, J.P. Morgan, Benjamin Strong, Otto Kahn, les familles Rockefeller et Rothschild, et d’autres banquiers européens et américains, et ayant abouti à la fondation du système de Réserve fédérale américaine. Mullens argumente que la loi portant création de la Réserve fédérale (la Federal Reserve Act) de 1913 est en contradiction avec l’article 1, section 8, paragraphe 5 de la Constitution des États-Unis en ce qu’elle institue pour les États-Unis une « banque centrale d’émission » placée sous la domination de banquiers internationaux et habilitée à définir les taux d’intérêt américains. Mullins en vient à affirmer que la Première Guerre mondiale, la crise agricole de 1920 et la Grande Dépression de 1929 avaient été provoquées par des intérêts financiers internationaux dans l’espoir de tirer profit du conflit et de l’instabilité économique. Mullins rappelle par ailleurs l’opposition obstinée de Thomas Jefferson à l’établissement d’une banque centrale aux États-Unis.
Dans une nouvelle édition mise à jour parue en 1983 et réintitulée Secrets of the Federal Reserve, Mullins affirme que Kuhn, Loeb & Co et la banque Morgan étaient des prête-nom des Rothschild. Il soutient que des intérêts financiers liés à la compagnie J. Henry Schroder et aux frères Dulles ont financé Adolf Hitler (contredisant sur ce point les déclarations de Pound pour qui Hitler fut un chef d’État souverain et dédaigneux de la finance internationale). Il qualifie les Rothschild « de monopolistes mondiaux » et affirme que les banquiers de la Cité de Londres étaient les propriétaires de la Réserve fédérale, attendu qu’ils détenaient une grande part des avoirs des banques qui étaient membres de la Réserve fédérale. Mullins s’est attaché à reconstituer la détention des actions dans la Réserve fédérale, au fur et à mesure que celles-ci changeaient de mains par le biais de fusions et d’acquisitions, depuis les commencements de la Réserve fédérale en 1913 jusqu’au début des années 1980.
Dans le dernier chapitre du livre, Mullins mentionne plusieurs investigations menées par le Congrès et critique l’immense pouvoir dont disposent ces quelques banques qui détiennent des participations majoritaires dans la Réserve fédérale. Il attaque également le groupe Bilderberg, le dénonçant comme un consortium international issu de l’alliance entre les Rockefeller et les Rothschild. Dans un appendice, il se penche plus avant sur la Cité de Londres, et cible l’Institut Tavistock (Tavistock Institute of Human Relations), dont il affirme qu’il contribue à mener une guerre psychologique contre les citoyens britanniques et américains.
Un thème central de l’ouvrage de Mullins est que la Réserve fédérale permet aux banquiers de monétiser la dette, ceux-ci pouvant en effet la créer à partir de rien, par un simple jeu d’écriture, grâce à quoi ils possèdent un énorme potentiel spéculatif sur l’ensemble des citoyens. Vers la fin de l’ouvrage, il souligne que le système de la Réserve fédérale :

« ne détient pas de réserves, et ne constitue pas un système, mais plutôt une association de malfaiteurs. Elle est le produit de l’activité mafieuse d’un consortium international de familles dynastiques englobant ce que l’auteur dénomme « l’Ordre mondial » (The World Order). Le système de la Réserve fédérale est une banque centrale opérant aux États-Unis. Quoique l’étudiant serait en peine de trouver une telle définition d’une banque centrale dans les manuels de quelque université que ce soit, l’auteur a défini une banque centrale ainsi que suit : c’est le pouvoir financier dominant du pays que l’héberge en son sein ; elle est entièrement entre des mains privées, encore qu’elle cherche à se donner l’apparence d’une institution publique ; elle est habilitée à imprimer et à émettre de la monnaie, prérogative traditionnelle des monarques ; elle a été mise sur pied pour pourvoir au financement des guerres ; elle agit comme un monopole monétaire, exerçant un pouvoir total sur l’ensemble de l’argent et du crédit des gens. »

Dédié par Mullins à George Stimpson et à Ezra Pound, Secrets of the Federal Reserve (traduction française sous le titre Les Secrets de la Réserve fédérale, 2010) demeure son livre le plus connu et continue d’exercer une forte influence dans les mouvements d’ultra-droite aux États-Unis.
En 1956, les éditions Widar-Verlag à Oberammergau publièrent, sous le titre Die Bankiersverschwörung von Jekyl Island (littér. la Conspiration de banquiers de l’île Jekyl), une version allemande de l’ouvrage. Cependant, à l’instigation du ministre fédéral de l’Intérieur Gerhard Schröder (CDU), le parquet fédéral procéda à la saisie des exemplaires produits. Parallèlement, le tribunal de Garmisch-Partenkirchen ordonna la confiscation de 9 000 exemplaires (sur les 10 000 déjà tirés), au motif que « cet écrit contient, de manière tendancieuse, des affirmations contre un groupe de financiers juifs, lesquelles apparaissent propres à susciter ou à attiser la haine contre les fractions juives de la population et, par là, mettre en péril la sécurité publique ». Quelques jours auparavant déjà, le parquet fédéral avait été chargé par le ministère de l’Intérieur d’engager des poursuites pénales à l’encontre du directeur de la maison d’édition, Guido Roeder, pour distribution de tracts antisémites. Le ministre de l’Intérieur déclara à Bonn nourrir l’espoir qu’après la mise au jour des tenants et aboutissants de cette affaire, il sera à même d’anéantir complètement les éditions Widar.

### Hitler et l’Holocauste
L’article de Mullins d’octobre 1952, intitulé Adolf Hitler: An Appreciation, est mentionné dans un rapport sur les groupements néo-fascistes aux États-Unis rédigé par la commission parlementaire House Un-American Activities Committee. Dans ledit article, qui parut d’abord dans The National Renaissance, organe du National Renaissance Party, Mullins expose une vision clairement antisémite, affirmant notamment que l’Amérique a une dette envers Hitler.
Dans un tract de 1984 intitulé The Secret Holocaust, Mullins prétend que le récit généralement admis sur l’holocauste juif n’est pas plausible et ne sert qu’à couvrir les massacres perpétrés par les soviétiques sous direction juive à l’encontre de chrétiens et d’anti-communistes. Mullins arguait en particulier que vers le milieu des années 1960, les Juifs, afin de détourner l’attention de ce supposé massacre de masse, auraient élucubré le récit de l’Holocauste, en utilisant, pour preuve de leurs affirmations, des « photographies montrant les cadavres de leurs victimes allemandes, lesquelles photographies sont aujourd’hui exposées, comme représentant des Juifs morts, dans d’horrifiants ‘musées’ en Allemagne ».

### The Biological Jew
En 1968, Mullins signa le pamphlet The Biological Jew (littér. le Juif biologique), qui selon ses dires était une analyse objective des forces à l’origine du « déclin » de la culture occidentale. Selon lui, le principal facteur de ce déclin, facteur que, dans leur analyse des affaires du monde, les observateurs négligeaient de discerner, était le « parasitisme ».

### The World Order
L’ouvrage de Mullins The World Order: Our Secret Rulers (littér. l’Ordre mondial : nos dirigeants secrets), paru en 1992, fut qualifié par Michael Barkun de « version plus ouvertement antisémite que la théorie des Illuminati ». Barkun observe :

« De même que son mentor [Ezra Pound], Mullins voit le mal dans le monde comme un produit de la manipulation financière, dans laquelle les Juifs jouent un rôle central. Mais en tant qu’explication de l’histoire du monde, par opposition à celle moderne, sa vision conspirationniste fait des Illuminati un simple chaînon dans un enchaînement beaucoup plus long remontant jusqu’au Moyen-Orient de l'Antiquité et s’étendant jusqu’au mouvement communiste en gestation du jeune Marx. Weishaupt lui-même est dépeint comme une figure de proue, sans plus. [...] Mullins voit les Illuminati comme étant en réalité dirigés par des Juifs [...]. »

## Publications

### Livres
- (en) Eustace Mullins (trad. de l'anglais), Les Secrets de la Réserve fédérale : la London connection..., Paris, Le Retour aux Sources, 2010, 438 p. (ISBN 978-2-35512-031-2 et 2-35512-031-5, lire en ligne) (original anglais sous le titre The Secrets of the Federal Reserve, 1952).
- (en) Eustace Mullins, A Writ for Martyrs, OTU Christ Church, 1985, 223 p..
- (en) Eustace Mullins, New History of the Jews, Staunton, Virginia, The International Institute of Jewish Studies, 1978 (1re éd. 1968).
- (en) Eustace Mullins, Murder by Injection : The Medical Conspiracy Against America, Staunton, Virginia, The National Council for Medical Research (ISBN 978-0-88060-694-3 et 0-88060-694-0) ; trad. fr. Meurtre par injection : histoire de la conspiration mondiale contre la santé, Kontre Kulture, coll. Les Infrékentables, 406 p., 2021.
- (en) Eustace Mullins, My Life in Christ, Faith and Service Books, Aryan League of America Staunton, Va., 1968, 90 p..
- (en) Eustace Mullins, Secrets of the Federal Reserve : The London Connection, John McLaughlin, 1983 (1re éd. 1952), 208 p. (ISBN 0-9656492-1-0).
- (en) Eustace Mullins, The Curse of Canaan : A Demonology Of History, Staunton, VA, Revelation Books, 2007 (1re éd. 1987), 242 p. (ISBN 978-0-9786517-1-8 et 0-9786517-1-5).
- (en) Eustace Mullins, The Federal Reserve Conspiracy, New Jersey, Common Sense, Union, 1954, 144 p..
- (en) Eustace Mullins, The Rape of Justice : America's Tribunals Exposed, Staunton, VA, National Commission for Judicial Reform, 1989.
- (en) Eustace Mullins (Trade Paperback), The Sedition Case, Metairie, LA, Sons Of Liberty, 1985.
- (en) Eustace Mullins, The World Order, A Study in the Hegemony of Parasitism, Staunton, Virginia, Ezra Pound Institute, 1985, 217 p..
- (en) Eustace Mullins, This Difficult Individual Ezra Pound, Noontide Press, 1961 (ISBN 0-317-53248-0).
- (en) Eustace Mullins, This Difficult Individual : Ezra Pound, Angriff Press:Hollywood, CA, 1961.
- (en) Eustace Mullins, War! War! War!, Sons of Liberty, 1984 (ISBN 0-89562-100-2).
- (en) Eustace Mullins, The Secret History of the Atomic Bomb (lire en ligne).

### Pamphlets
- Murder by Injection the great swine flu massacre
- 27 Billion Dollar Rip Off; The Power Brokers
- Boycott: The Jewish Weapon
- Canada: A Financial Report For 1992
- Criminals On Capitol Hill
- Death To The Peacemakers
- Easter
- Education For Death
- Education for Slavery
- Every Man A King
- FDR
- Federal Reserve Notes: Shackles Of Slavery
- General MacArthur The Man Who Refused to Lose
- Genocide In America
- How The Media Is Manipulated
- How To Become A United States Senator
- Is There A New World Order?
- Jewish TV: Sick, Sick, Sick
- Jewish War Against The Western World
- Murder
- Murder On The Supreme Court
- New Israel
- Our Identity
- Sigmund Freud: Anti-Christ Devil
- Supreme Court Burns Us Again
- The Celebration Of Rosh Hashanah
- The Coup That Never Was
- The Danger Of International Merger Mania
- The Day Is Here
- The Hidden Hand Behind Televangelism
- The Holocaust Explained
- The Lindbergh Murders: Hauptman Was Innocent
- The New World Order
- The Plagues Of Pharaoh
- The Power Brokers Of Canada
- The Scandal Unveiled
- The Trilaterals Are Back In The White House
- The Vietnam Wall
- The War Against Christianity
- The War Against Vietnam Veterans
- There's A Gulag In Your Future
- Trotsky: Where Are You Now?
- War Is The Only Way Out
- Warning: The Department Of Justice Is Dangerous To Americans
- Washington DC: City Of Fear
- What Are We Fighting To Preserve?
- Who Owns the TV Networks ?
- Jesse Jackson And The Jews, Corner Stapled Report.
- Marching through Georgia
- None Dare Call Him Traitor: Larry Abraham The Israeli Connect.
- The Secret Holocaust
- The Warburgs, An American Success Story, Corner Stapled Catalog.
- What Made Sammy Run? How Racial Hatred Creates Billion Dollar Fortunes.
- You Can Stop the Threatened Depression!  Liberty Free Press, États-Unis.